# Bělov
Bělov település Csehországban, a Zlíni járásban. Bělov Kvasice, Nová Dědina, Žlutava és Otrokovice településekkel határos. Lakosainak száma 313 fő (2024. január 1.).

## Népesség
A település lakosságának változását az alábbi diagram mutatja:
| Lakosok száma | 367  | 441  | 458  | 375  | 299  | 301  | 318  | 316  | 317  | 313  |
|               | 1869 | 1900 | 1921 | 1961 | 1980 | 2011 | 2016 | 2019 | 2021 | 2024 |